# Indicatif régional 209

Carte de l'État de Californie avec les territoires de ses indicatifs régionaux. L'indicatif régional 209 est en rouge.

L'indicatif régional 209 est l'un des multiples indicatifs téléphoniques régionaux de l'État de Californie aux États-Unis. Cet indicatif couvre un territoire situé à l'est de San Francisco.
La carte ci-contre indique en rouge le territoire couvert par l'indicatif 209.
L'indicatif régional 209 fait partie du Plan de numérotation nord-américain.